# Prima Lega 2012-2013 (Bahrein)
La Bahrein First Division League 2012-2013 è la 56ª edizione della massima competizione nazionale per club del Bahrein, la squadra campione in carica è l'Al-Riffa Sports Club.

## Classifica
|                    | Pos. | Squadra     | Pt | G  | V  | N | P  | GF | GS | DR  |
| ------------------ | ---- | ----------- | -- | -- | -- | - | -- | -- | -- | --- |
| Bahrein (bandiera) | 1.   | Al-Bisitin  | 44 | 18 | 14 | 2 | 2  | 44 | 12 | +32 |
|                    | 2.   | Al-Muharraq | 42 | 18 | 13 | 3 | 2  | 48 | 17 | +31 |
|                    | 3.   | Al-Hidd     | 37 | 18 | 12 | 1 | 5  | 38 | 19 | +19 |
|                    | 4.   | Al-Riffa    | 28 | 18 | 8  | 4 | 6  | 25 | 25 | +0  |
|                    | 5.   | Manama      | 23 | 18 | 6  | 5 | 7  | 36 | 31 | +5  |
|                    | 6.   | Al-Najma    | 22 | 18 | 7  | 4 | 7  | 18 | 30 | -12 |
|                    | 7.   | Al-Hala     | 16 | 18 | 4  | 4 | 10 | 26 | 33 | -7  |
|                    | 8.   | Al-Shabab   | 13 | 18 | 3  | 4 | 11 | 22 | 38 | -16 |
|                    | 9.   | Malkiya     | 13 | 18 | 3  | 4 | 11 | 18 | 35 | -17 |
|                    | 10.  | Al-Bahrain  | 11 | 18 | 2  | 5 | 11 | 24 | 59 | -35 |

Legenda:

      Campione del Bahrein 2011-2012, ammessa alla Coppa dell'AFC 2014

      Ammessa alla Coppa dell'AFC 2014

      Retrocessa in Bahrein Second Division 2013-2014

Note:
Tre punti a vittoria, uno a pareggio, zero a sconfitta.